# 울산고운중학교
울산고운중학교는 울산광역시 울주군 두서면에 있는 중학교 과정의 기숙형 각종학교이다.

## 연혁
- 2000년 5월 23일 : 폐교된 옛 두서초등학교 두남분교 자리에 두남학교로 개교[1]
- 2017년 3월 1일 : 각종학교 울산두남중고등학교로 개편
- 2021년 3월 1일 : 울산고운중학교로 변경